# 小倉興産エネルギー
小倉興産エネルギー株式会社（こくらこうさんエネルギー）は、伊藤忠エネクスが100％の株式を保有する伊藤忠エネクスグループ中核のエネルギー販売会社（主に石油、アドブルー）である。